# Battaglia di Case Grizzano
La battaglia di Case Grizzano fu un combattimento avvenuto il 19 aprile 1945 presso la località di "Case Grizzano" nella frazione di Casalecchio dei Conti del comune di Castel San Pietro Terme, sulle ultime propaggini dell'Appennino emiliano  tra il II battaglione del reggimento "Nembo", inquadrato nel gruppo di combattimento "Folgore" e la I Divisione paracadutisti dell'esercito tedesco, reduce dai combattimenti di Cassino, i cui componenti erano denominati "Diavoli verdi"
Nel combattimento i paracadutisti italiani al comando del tenente colonnello Giuseppe Izzo  espugnarono il caposaldo di Case Grizzano, che rappresentava la chiave di volta dell'intero sistema di difesa tedesco posto a protezione di Bologna, e lo tennero per l'intera giornata nonostante cinque violenti contrattacchi dei soldati tedeschi.
Per il grande valore dimostrato dai soldati italiani la bandiera del reggimento Nembo fu insignita della medaglia d'argento al valor militare ed al tenente colonnello Izzo, gravemente ferito, fu conferita la medaglia d'oro al valor militare e, unico militare italiano, anche la Distinguished Service Cross.
La vittoria dei paracadutisti italiani aprì alle forze alleate la strada per la liberazione di Bologna.